# サリー・マン

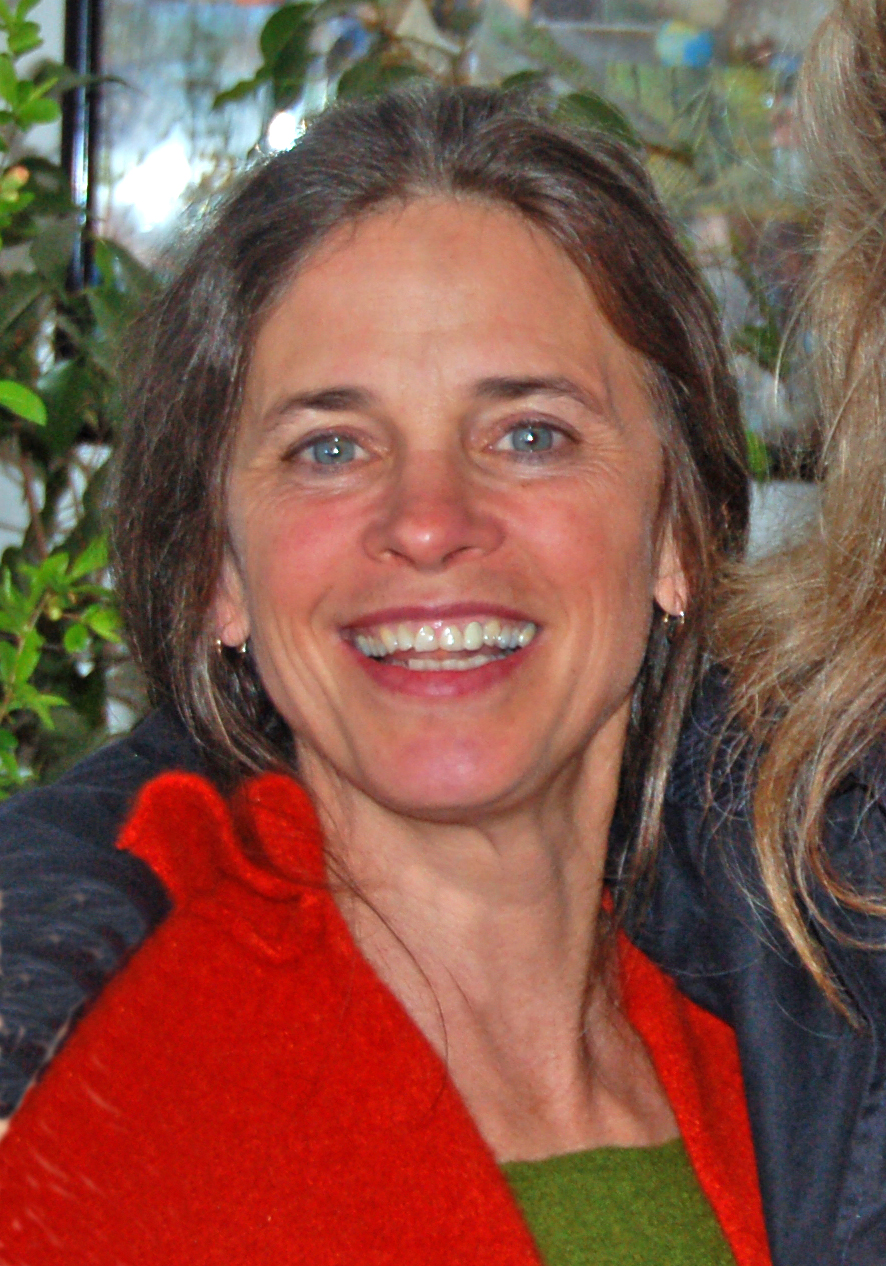
サリー・マン

サリー・マン（Sally Mann, 1951年 - ）は、アメリカの女流写真家。バージニア州レキシントン出身。ホリンズ大学卒業。

## 人物
レキシントンの人里はなれた地方に夫と3人の子供ジェシー、エメット、バージニアと住み、自らの子供たちや米国南部の自然を大判カメラを使って撮影することで知られる。1990年代に米国で最も人気のあった写真家のひとり。
12歳の少女たちをテーマにした1988年の作品『12歳』(At Twelve: Portraits of Young Women)が高い評価を受けて注目される。1992年発表の『イミディエット・ファミリー』(Immediate Family)によって彼女の名声は一気に高まった。ここではサリー・マンの3人の子供達が裸体で自然を駆け回り、血を流し、ときには気取ったモデルとなっている。子供が見せる一瞬の大人の表情、彼らの純真さとけだるさを見事に捉えたモノクロームの写真による透明感のある表現は、バージニアの自然を背景に印象的な作品となり、大きな賞賛を受けた。
同時にこれらの作品は、宗教保守派より児童ポルノであり児童虐待だとの激しい非難を浴び、論争を呼んだ。この作品の製作をテーマとして、児童ポルノ論争にも触れたドキュメンタリー映画に『血の絆：サリー・マンの生活と製作』があり、1993年アカデミー賞短編ドキュメンタリー部門にノミネートされている。
最近作は子供よりも、より技巧的な作品や自然をテーマにした作品が多い。
なお東京国立近代美術館は『イミディエット・ファミリー』より署名入りプリント数点（「傷ついた子供」「エメット、ジェシー、ヴァージニア」ほか）を所蔵し展示会で見ることが出来る。

## 作品

### 写真集
- Sweet Silent Thought.(1987)
- At Twelve: Portraits of Young Women.(1988).Aperture.ISBN 089381296X
- Immediate Family.(1992). Aperture. ISBN 0893815233
- Still Time.(1994) Aperture. ISBN 0893815934
- What Remains.(2003) Bulfinch. ISBN 0821228439
- Deep South.(2005) Bulfinch. ISBN 0821228765

### 映画
- 『血の絆』(1992) (Blood Ties:The Life and Work of Sally Mann). スティーヴン・カンター/ピーター・スパイラー監督. 1993年アカデミー賞/短編ドキュメンタリー部門ノミネート作品.